# Kiri Rakete
Kiri Rakete (* 1990 in Wien, bürgerlich Kerstin Ragette) ist eine österreichische Liedermacherin für Kinder. Die Musikerin tritt im Duo mit Kontrabass oder als „Kiri Rakete & die Kerosinen“ im klassischen Bandformat auf.

## Leben und Karriere
Kiri Rakete ist ausgebildete Elementarpädagogin und absolvierte den Universitätslehrgang für Musik- und Bewegungspädagogik am Carl-Off-Institut Mozarteum Salzburg.
Die (Kinder-)Liedermacherin erzählt singend Geschichten über verliebte Chamäleons, Wiener Stadtkinder, Freundschaft, Kochtöpfe, Hundertwasser, Recycling, Käsefüße, Ritter und sämtliche Tiere dieser Erde.
Ihr Debütalbum Raketenstark brachte die Musikerin 2016 heraus. Sie wird regelmäßig für Konzerte zu Kleinkunstbühnen und Sommerfesten eingeladen. Auch auf dem Donauinselfest, im Festsaal des Wiener Rathauses, beim Wiener Kultursommer, am Grazer Popella Musikfestival sowie am Linzer Pflasterspektakel war die Wienerin bereits zu Gast.
Kiri Rakete trat 2020 beim Frankfurter Kinderliedermacherfestival zusammen mit Geraldino, Matthias Meyer-Göllner und Ferri auf. Bei der Wiedereröffnung des Kunst Haus Wien präsentierte Kiri Rakete das Lied Hundertwasser. Das Musikvideo dazu wurde ebenso im Museum gedreht.
Im Jahr 2024 entstand eine Electro-Swing-Version des Liedes Baustelle – in Kooperation mit dem Musiker Dunkelbunt.

## Diskografie

### Alben
- 2016: Raketenstark
- 2017: Ampelkatze
- 2019: Lebensfreude
- 2021: Wohnzimmerabenteuer
- 2023: Normal

### Singles
- 2019: Karies Blues Zahnputzlied
- 2020: Baustelle
- 2022: Adventkranz brennt
- 2022: Wie ich will (Heut, da bin ich eine Maus)
- 2023: Baustelle (Electro Swing Version)